# Boloria euphrasia
Boloria euphrasia är en fjärilsart som beskrevs av Lewin 1795. Boloria euphrasia ingår i släktet Boloria och familjen praktfjärilar. Inga underarter finns listade i Catalogue of Life.